# 생사투 (1978년 영화)
《생사투》(生死鬥, 死亡竞赛, Sheng si dou, Life Gamble)는 홍콩에서 제작된 장철 감독의 1978년 영화이다. 부성 등이 주연으로 출연하였다.

## 출연

### 주연
- 부성
- 곽진봉
- 나망

### 조연
- 녹봉